# 荃灣足球會

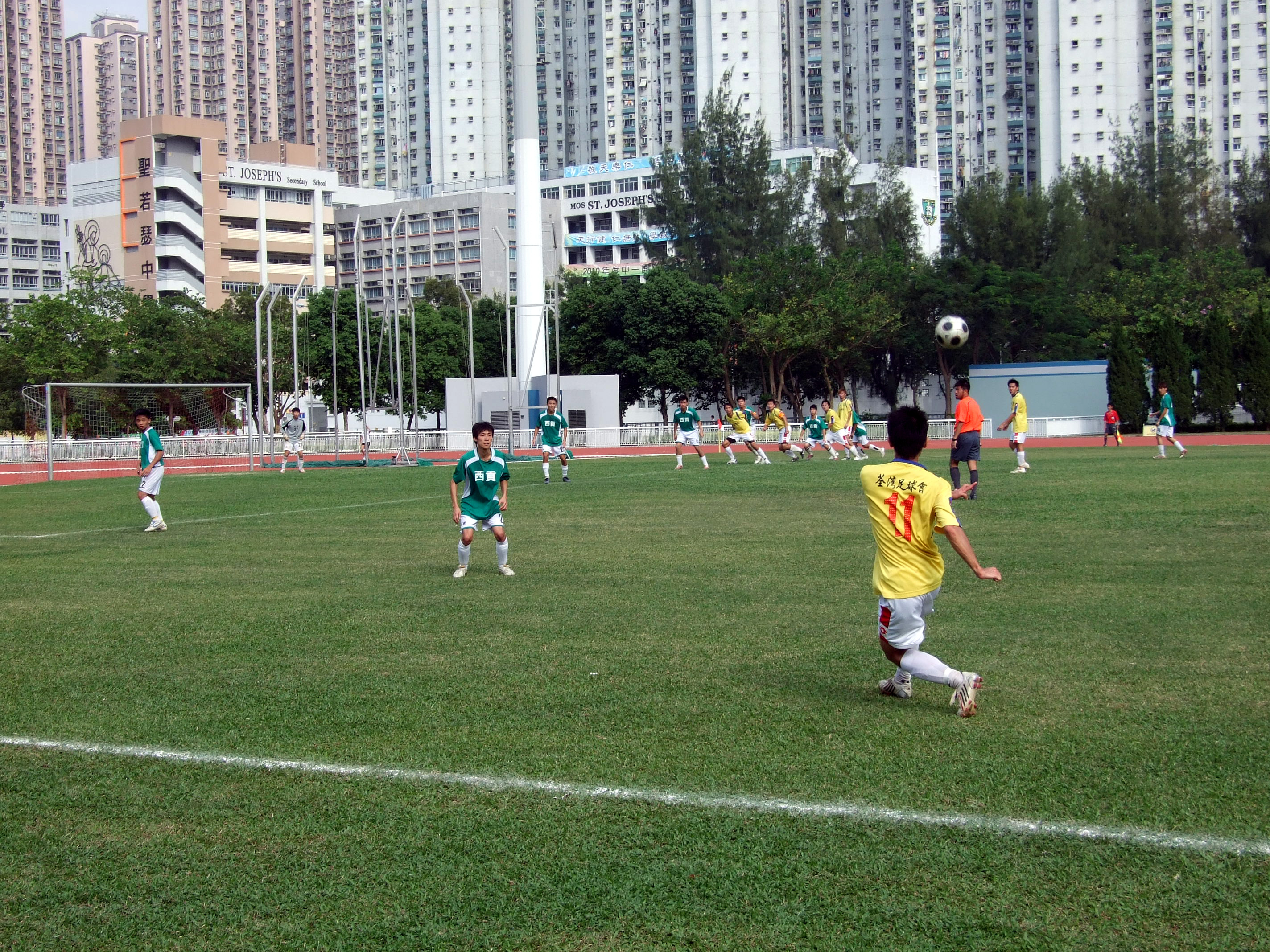
荃灣對西貢，最終以4–1擊敗10人應戰的對手

荃灣足球會（Tsuen Wan Football Association，慣稱荃灣），是香港新界荃灣區的一支地區球隊，球隊前身「荃灣區體育康樂聯會」曾經多次升上甲組，2023-24年度球季獲得丙組聯賽亞軍，將會升上乙組角逐。

## 球隊歷史
1969-70年度，荃灣區體育康樂聯會首次參加香港丙組足球聯賽便獲得冠軍，取得升上乙組資格。1970–71年，荃灣獲得乙組聯賽及初級組金禧盃「雙料冠軍」，首次升上甲組作賽。不過，由於除了羅致羅灶石、何承榮、老將劉志霖，其餘只以升班功臣為基礎，配合年青球員組成，球隊整體實力較弱，1971–72年度，荃灣以26戰7勝7和12敗得21分的成績，在甲組位列尾二，在甲組只角逐了一個球季，便降回乙組。
1979-80年度，荃灣獲得乙組亞軍，經過八個球季之後，再次升上甲組。到了1982–83年，荃灣在甲組位列尾二，再次降回乙組。
1983–84年度，荃灣又再獲得乙組亞軍，闊別一年之後立即回升甲組。荃灣在甲組聯賽表現一直平常，最佳成績是1986–87年的第5名，但在盃賽卻屢有佳作，先後晉身兩次高級銀牌、兩次足總盃，及一次總督盃決賽，可惜均只能屈居亞軍。
於1988-89年度球季結束後，荃灣宣告退出聯賽, 原足主譚永泉帶同數名主力球員投效花花足球會。
香港足球總會為推動地區足球發展，於2003年與十八區區議會合作成立香港丙組(地區)足球聯賽，荃灣區議會決定組織新成立的「荃灣足球會」參賽。
2009-10年香港丙組(地區)足球聯賽，在1980年代舊將陳慶榮與劉寶華擔任教練帶領下，以13戰8勝2和3負得26分，獲得第4名。在2010年夏天，陳慶榮帶同荃灣陣中部分超齡球員，過檔另一支新界地區球隊葵青。荃灣在2010–11年香港丙組(地區)足球聯賽，以20戰10勝2和8負得32分成績，連續兩屆獲得第4名。
2011-12年度球季，荃灣邀請前教練黃興桂復出擔任總教練及技術總監，加上侯耀彬與劉寶華擔任教練，以14戰9勝5和不敗成績，奪得最後一屆香港丙組(地區)足球聯賽冠軍。可惜於丙組聯賽總決賽，以得失球率不及屯門足球會，只得第三名，錯失升班機會。

## 球隊近況
長期擔任會長的周厚澄於2017年逝世，由深井陳記燒鵝成員前荃灣區議員陳偉明接任會長，圓玄學院主席鄧錦雄擔任主席。
2019-20年度球季，丙組聯賽因COVID-19疫情腰斬，荃灣成績排名尾四。
根據民政事務局2020年9月10日致函荃灣區議會文件，足球總會報名參賽截止日期為5月31日，荃灣足球會沒有報名參加2020–21年度丙組聯賽，一度傳出第二次退出聯賽。及後，足球總會容許荃灣足球會補交報名表格。
2021-22年度球季簽了曾至孝及林學曦兩名前港腳加強實力，丙組聯賽因COVID-19疫情腰斬。
2023-24年度球季，以28戰19勝4和5負得61分獲得丙組聯賽亞軍，來屆升上乙組角逐。
2024一25年度球季，陣容包括劉健鋒，王劍邦，王家傑，羅國堯，邱梓俊，鄒栢謙，鄭瑞鏗，鐘曉堃，鐘灝庭，陳忠榮，陳浚晞，毛奕禧，楊智通，楊景豪，司徒子文，唐浩揚，巫卓霖，庚健聰，徐明豐，方贊燿，梁泓暉，楊明威，黃偉杰，文卓豪，梁泓。

## 球隊榮譽
| 榮譽                | 次數        | 年度                 |
| 本 土 聯 賽         | 本 土 聯 賽 | 本 土 聯 賽          |
| ------------------- | ----------- | -------------------- |
| 乙組聯賽 冠軍       | 1           | 1970–71年            |
| 丙組(地區)聯賽 冠軍 | 1           | 2011–12年            |
| 本 土 盃 賽         |             |                      |
| 高級銀牌 亞軍       | 2           | 1986–87年、1988–89年 |
| 足總盃 亞軍         | 2           | 1987–88年、1988–89年 |
| 總督盃 亞軍         | 1           | 1986–87年            |
| 初級銀牌 冠軍       | 1           | 1979–80年            |
| 初級總督盃 冠軍     | 2           | 1976–77年、1978–79年 |

## 職球員名單

### 職員名單 (2024/25球季乙組)
| 主教練：     | 侯耀彬         |
| 助教：       | 陳子君、楊明威 |
| 守門員教練： | 陳慶榮         |

### 球員名單 (2024/25球季乙組)
| 號碼   | 國籍   | 球員名字                     | 出生日期       | 加盟年份 | 前屬球會 | 備註     |
| 守門員 | 守門員 | 守門員                       | 守門員         | 守門員   | 守門員   | 守門員   |
| ------ | ------ | ---------------------------- | -------------- | -------- | -------- | -------- |
| 1      | 香港   | 羅國堯 (Law Kwok Yiu)        | 2008年6月29日  | 2023年   | 青年軍   |          |
| 22     | 香港   | 楊明威 (Yeung Ming Wai)      | 1997年1月5日   | 2015年   | 自由身   | 兼任助教 |
| 37     | 香港   | 鍾灝庭 (Chung Ho Ting Dicky) | 1987年9月14日  | 2023年   | 虎門     |          |
| 77     | 香港   | 司徒子文 (Szeto Chi Man)     | 1980年6月22日  | 2024年   | 自由身   |          |
| 後衛   |        |                              |                |          |          |          |
| 3      | 香港   | 徐明豐 (Tsui Ming Fung)      | 1980年6月29日  | 2024年   | 自由身   |          |
| 4      | 香港   | 鄭瑞鏗 (Cheng Sui Hang)      | 1991年10月30日 | 2023年   | 西貢     |          |
| 11     | 香港   | 鍾曉堃 (Chung Hiu Kwan)      | 1998年12月19日 | 2023年   | 自由身   |          |
| 15     | 香港   | 邱梓俊 (Yau Tsz Chun)        | 1986年8月1日   | 2006年   | 自由身   |          |
| 20     | 香港   | 梁泓傑 (Leung Wang Kit)      | 2002年5月30日  | 2022年   | 自由身   |          |
| 21     | 香港   | 黃偉杰 (Wong Wai Kit)        | 2004年9月10日  | 2022年   | 自由身   |          |
| 41     | 香港   | 方贊耀 (Fong Tsan Yiu)       | 1995年1月30日  | 2023年   | 首飾     |          |
| 中場   |        |                              |                |          |          |          |
| 5      | 香港   | 王劍邦 (Wong Kim Pong)       | 1986年2月11日  | 2024年   | 公民     |          |
| 8      | 香港   | 楊景豪 (Yeung King Ho)       | 1997年2月3日   | 2023年   | 灣仔     |          |
| 9      | 香港   | 唐浩揚 (Tong Ho Yeung)       | 2002年3月5日   | 2020年   | 自由身   |          |
| 10     | 香港   | 楊智通 (Yeung Chi Tung)      | 1995年7月25日  | 2020年   | 光華     |          |
| 12     | 香港   | 梁泓暉 (Leung Wang Fai)      | 2005年9月18日  | 2024年   | 聖約瑟   |          |
| 16     | 香港   | 劉健鋒 (Lau Kin Fung)        | 1988年5月20日  | 2019年   | 自由身   |          |
| 17     | 香港   | 巫卓霖 (Mo Cheuk Lam)        | 2002年7月12日  | 2020年   | 自由身   |          |
| 18     | 香港   | 文卓豪 (Man Cheuk Ho)        | 1986年12月17日 | 2023年   | 自由身   |          |
| 23     | 香港   | 庾健聰 (Yue Kin Chung)       | 1991年8月6日   | 2018年   | 北區     |          |
| 27     | 香港   | 毛奕禧 (Mo Yik Hei)          | 1986年9月16日  | 2024年   | 自由身   |          |
| 28     | 香港   | 鄒栢謙 (Chow Pak Him)        | 2004年12月21日 | 2023年   | 蘭斯貝利 |          |
| 前鋒   |        |                              |                |          |          |          |
| 6      | 香港   | 王家傑 (Sae-heng Ka Kit)     | 1992年4月3日   | 2024年   | 油尖旺   |          |
| 7      | 香港   | 陳浚晞 (Chan Tsun Hei)       | 2002年7月22日  | 2020年   | 青年軍   |          |
| 14     | 香港   | 陳忠榮 (Chan Chung Wing)     | 2006年10月20日 | 2024年   | 南華     |          |

## 曾效力著名球員
- 羅灶石
- 何承榮
- 劉志霖
- 陳慶榮
- 陳國樂
- 陳世芳
- 陳懷偉
- 蔡育瑜
- 顧錦輝
- 劉寶華
- 龍志城
- 曾偉忠
- 陳志賢
- 陳志光
- 林學曦
- 曾至孝
- 鄭世曙
- 柏力奇(Ricky Paskins)
- 基斯加雲（英语：Chris Galvin (footballer)）
- 羅拔士(Dave Roberts)

## 外部連結
- 荃灣足球會的Facebook專頁
- 荃灣足球會的Instagram帳戶
- 香港足球總會網頁球會資料